# 공각기동대
공각기동대(攻殻機動隊, Ghost in the Shell)는 시로 마사무네의 원작 만화로부터 파생된 포스트사이버펑크 작품군을 가리킨다. 극장판 영화, 텔레비전 애니메이션, 소설, 비디오 게임 등 다양한 매체로 만들어졌다.

## 작품 목록

### 만화
- 공각기동대: 최초의 작품.
- 공각기동대 1.5 Human Error Processor: 셋째 만화.
- 공각기동대 2 ManMachine Interface: 둘째 만화. 속편.

### 애니메이션 영화
- 공각기동대: 시로 마사무네의 만화를 바탕으로 1995년에 만들어진 영화.
- 이노센스: 2004년에 만들어진 영화.
- 공각기동대 ARISE
- 공각기동대 신극장판

### 애니메이션 시리즈
- 공각기동대 Stand Alone Complex (SAC): 첫 TV 시리즈.
- 공각기동대 S.A.C. 2nd GIG: SAC의 둘째 시즌.
- 공각기동대 S.A.C. Solid State Society: SAC의 셋째 작품. TV 시리즈가 아닌 OVA 한 편으로 제작되었다.
- 공각기동대 ARISE ALTERNATIVE ARCHITECTURE: ARISE를 TV 시리즈 형식으로 재편집한 것.
- 공각기동대: SAC 2045
- 공각기동대 THE GHOST IN THE SHELL

### 실사 영화
- 공각기동대: 고스트 인 더 쉘